# Корне Еразмус
Корне Еразмус (англ. Corne Erasmus; нар. 18 січня 1983) — південноафриканський борець вільного та греко-римського стилів, чемпіон Африки, бронзовий призер Всеафриканських ігор та бронзовий призер чемпіонату Співдружності з вільної боротьби, срібний призер Всеафриканських ігор з греко-римської боротьби.

## Життєпис
Боротьбою почав займатися з 1987 року.
Виступав за борцівський клуб «Van Rooyen». Тренер — Хрісто Лоттерінг (з 1987).

## Спортивні результати на міжнародних змаганнях

### Виступи на Чемпіонатах Африки
| Змагання                         | Збірна | Вагова категорія          | Місце  |
| -------------------------------- | ------ | ------------------------- | ------ |
| Чемпіонат Африки з боротьби 2003 | ПАР    | вільна боротьба, до 74 кг | Золото |

### Виступи на Всеафриканських іграх
| Змагання                 | Збірна | Вагова категорія                 | Місце  |
| ------------------------ | ------ | -------------------------------- | ------ |
| Всеафриканські ігри 2003 | ПАР    | вільна боротьба, до 74 кг        | Бронза |
| Всеафриканські ігри 2003 | ПАР    | греко-римська боротьба, до 74 кг | Срібло |

### Виступи на Чемпіонатах Співдружності
| Змагання                                | Збірна | Вагова категорія          | Місце  |
| --------------------------------------- | ------ | ------------------------- | ------ |
| Чемпіонат Співдружності з боротьби 2005 | ПАР    | вільна боротьба, до 74 кг | Бронза |

### Виступи на інших змаганнях
| Змагання                                                         | Збірна | Вагова категорія          | Місце |
| ---------------------------------------------------------------- | ------ | ------------------------- | ----- |
| Олімпійський кваліфікаційний турнір з боротьби 2004 (Братислава) | ПАР    | вільна боротьба, до 74 кг | 22    |

### Виступи на змаганнях молодших вікових груп
| Змагання                                      | Збірна | Вагова категорія          | Місце |
| --------------------------------------------- | ------ | ------------------------- | ----- |
| Чемпіонат світу з боротьби серед кадетів 1999 | ПАР    | вільна боротьба, до 63 кг | 17    |
| Чемпіонат світу з боротьби серед юніорів 2003 | ПАР    | вільна боротьба, до 74 кг | 15    |